# Lijst van spelers van SK Sigma Olomouc
Dit is een lijst van voormalige en huidige SK Sigma Olomouc-spelers, die minstens één (gedeeltelijke) competitiewedstrijd in het eerste elftal hebben gespeeld.

## B
| - Peter Babnič - Aleš Badnář - Lukáš Bajer - Jiří Balcárek - Dawid Banaczek | - Miroslav Baranek - Jiří Barbořík - Jiří Barcal - Martin Blaha | - Aleš Bednář - Vít Beneš - Lukáš Bodeček - Rogério Márcio Botelho Gaúcho | - Tomáš Bouška - Karel Brückner - Mariano Daniel Bueno - Tomáš Bureš |

## C
| - Robert Caha - Jorge Esis Steines Caihame - Tomáš Čapka - David Čep | - Jaroslav Černý - Tomáš Černý - Aleš Chmelíček | - Tomáš Chorý - Jan Chudý - Mojmír Chytil | - Luis Rodriguez Cléber - Marcel Cupák - Martin Čupr |

## D
| - Martin Doležal - Pavel Dreksa | - Petr Drobisz | - Radek Drulák | - Milan Duhan |

## E
| - Martins Ekwueme | - Paschal Ekwueme |  |  |

## F
| - Martin Fabuš - Šimon Falta | - Robert Fiala - Jan Flachbart | - René Formánek | - Ladislav Fujdiar |

## G
| - Jiří Gába - Tomáš Glos | - Pablo González | - Michal Gottwald | - Martin Guzik |

## H
| - Martin Hála - Roman Hanus - Pavel Hapal - Lukáš Hartig - Radomír Havel | - Jakub Heidenreich - Marek Heinz - Roman Hendrych - Radek Hochmeister | - Marek Hollý - Jiří Homola - Martin Horáček - Tomáš Hořava | - David Houska - Michal Hubník - Roman Hubník - Martin Hudec |

## J
| - Marek Janků - Tomáš Janotka | - Václav Jemelka - Josef Jindřišek | - Václav Jordánek - Lukáš Juliš | - Dejan Jurkič |

## K
| - Tomáš Kalas - Pavel Kamesch - Marek Kaščák - Daniel Kaspřík - Marek Kašťák - Tomáš Kazár | - Milan Kerbr - Petr Kirschbaum - Zdeněk Klesnil - Martin Knakal - David Kobylík - Petr Kobylík | - Martin Komárek - Radim König - Radim Kopecký - David Kotrys - Martin Kotůlek - Miroslav Kouřil | - Radoslav Kováč - Michal Kovář - Ivo Krajčovič - Jiří Krohmer - Radim Kučera |

## L
| - Milan Lalkovič - Edvard Lasota | - Miroslav Laštůvka - Radoslav Látal | - Tomáš Lovásik - Filip Lukšík | - Petr Lysáček |

## M
| - Oldřich Machala - Milan Machalický - Jan Maroši | - Petr Mašlej - Melinho | - Roman Mikulášik - Ján Mišák - Miroslav Mlejnek | - Josef Mucha - Ondřej Murin |

## N
| - Jan Navrátil - Emil Nečas | - Radek Nepožitek - Martin Nešpor | - Petr Novosad | - Tomáš Nuc |

## O
| - Radek Onderka - Ladislav Onofrej | - Zdeněk Opravil | - Michal Ordoš | - Rudolf Otepka |

## P
| - Ľuboš Pagor - Andrej Pečnik - Vladimír Peška - Jakub Petr - Vadimas Petrenko | - Roman Pivarník - Petr Pižanowski - Jakub Plšek - Jakub Podaný | - Jakub Pokorný - Martin Pospíšil - Tomáš Pospíšil - Jiří Povišer | - Jaroslav Prekop - Luboš Přibyl - Martin Pulkert - Pavel Putík |

## R
| - Karel Rada - Tomáš Randa - Ľubomír Reiter | - Radomír Riedl - David Rojka - Daniel Silva Rossi | - David Rozehnal - Antonín Růsek | - Filip Rýdel - Aleš Ryška |

## S
| - Martin Šavrňák - Jan Schulmeister - Vojtěch Schulmeister - Peter Šedivý - Michal Ševela - Patrik Siegl - Martin Šindelář | - Radek Šindelář - Jindřich Skácel - Aleš Škerle - Martin Sladký - Dalibor Slezák - Michal Šmarda - Martin Spáčil | - Radek Špiláček - Marek Špilár - Michal Štefka - Vojtěch Štěpán - Vít Štětina - Lubomír Štrbík | - Pavel Šultes - Darko Šuškavčević - Martin Šustáček - Martin Šustr - Martin Svědík - Martin Švestka |

## T
| - Goce Toleski | - Vítězslav Tuma |  |  |

## U
| - Tomáš Ujfaluši | - Aleš Urbánek |  |  |

## V
| - Kamil Vacek - Jiří Vaďura - Martin Vaniak - Adam Varadi | - Václav Vašíček - Tomáš Večeřa - Michal Vepřek | - Stanislav Vlček - Jan Vodháněl - Evžen Vohák | - Jan Vojáček - Petr Vybíral - Martin Vyskočil |

## W, X
- Stef Wijlaars

## Y
- Jakub Yunis

## Z
| - Tomáš Zahradníček - Libor Zapletal | - Miroslav Zavadil - Pavel Zbožínek - Luděk Zdráhal | - Roman Zelenay - Pavel Zifčák | - David Zima - Ondřej Zmrzlý |